# Phaeotrametes
Phaeotrametes là một chi nấm thuộc họ Polyporaceae.